# Cossiers de Montuïri
Els Cossiers de Montuïri són un grup de balladors que actuen a la vila mallorquina de Montuïri el dia de la Mare de Déu d'Agost i per les festes patronals de Sant Bartomeu. Es tracta de l'única vila en què el ball dels cossiers s'ha celebrat de manera ininterrompuda pel cap baix del segle xviii ençà.

## Història
L'origen dels cossiers es trobaria a la festa medieval del Corpus com a figures que acompanyaven la processó, posteriorment la dansa hauria passat a les festes patronals dels pobles. El primer cop que es troben documentats els Cossiers de Montuïri és el 1750 al Llibre de Comptes de la Confraria dels Santíssim Sagrament y Sant Bartomeu (1694-1849). En aquell temps la dama portava màscara, al dimoni s'anomenava Bovo i alguns anys els cossiers també ballaven per les festes de Sant Roc (16 d'agost).
A començaments del segle xx els cossiers sortien a ballar Completes, la primera actuació la realitzaven davant la rectoria i després de la celebració de les Completes sortien a recollir donatius, l'acapta que serien els premis per a les carreres de cós. El dia de Sant Bartomeu obrien la processó de la tarda amb els Mocadors. També participaven en les carreres de cós fins a principis del segle xx, aquestes s'animaven amb sa Mitjanit i els balladors sempre deixaven arribar primer la dama.
El 2020, a causa de la situació provocada per la Covid-19 es va decidir canviar l'espai dels balls i fer-los sense públic. Així el 15 d'agost dansaren al Puig de Sant Miquel i el 23 d'agost al jaciment arqueològic de Son Forners. El dia de Sant Bartomeu ballaren l'Oferta a l'interior del temple sense gent i després dins la Casa de la Vila. Els tres dies els balls van ser transmesos per les xarxes socials o a IB3 Televisió.
L'any 2021, tampoc se celebrà la festa de la manera habitual, però en aquesta ocasió s'optà per fer els balls al camp de futbol amb públic presencial. Tant el dia 15 com el 23 hi assistiren unes 1.000 persones a cada actuació. El 24 d'agost ballaren dins el temple amb aforament reduït i, finalitzat l'Ofici dansaren sobre el cadafal de la plaça Major.

## Els balls i les cançons

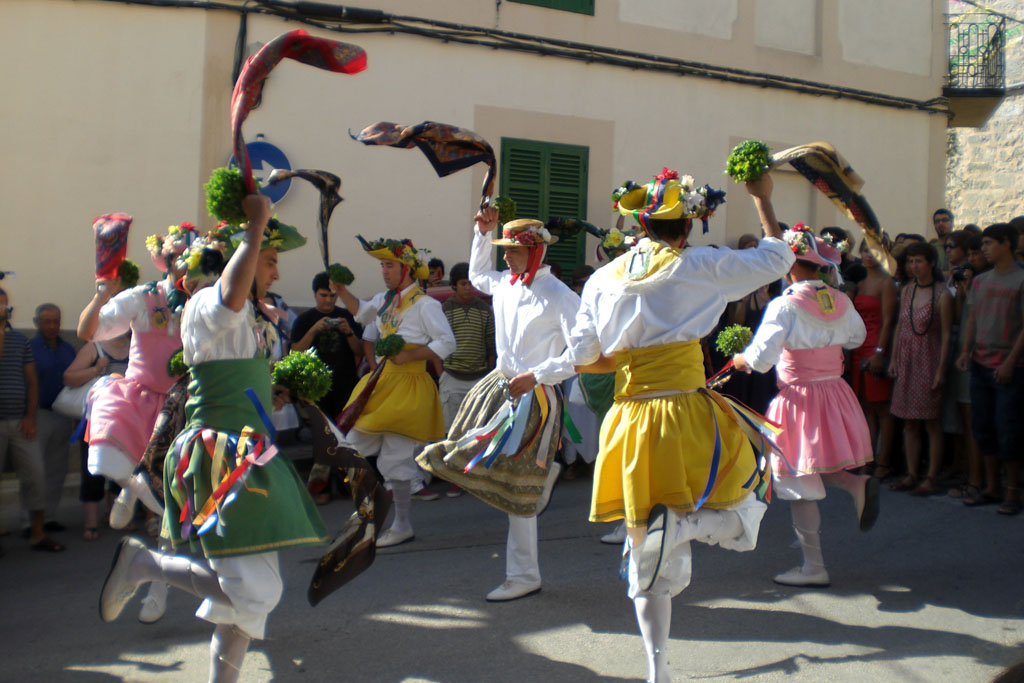
Actuació entre quatre cantons el dia de Sant Bartomeu

Els balls els realitzen set homes: sis cossiers i la dama, acompanyats de la figura del dimoni. Les danses es realitzen amb música de flabiol i tamborí, a excepció dels Mocadors que també inclou xeremies. La majoria dels balls s'executen amb els cossiers en cercle i la dama al mig, al final de l'actuació aquesta sol trepitjar el dimoni. Surten d'aquest esquema els Mocadors, la Mitjanit i l'Oferta.
Els balls que actualment interpreten els cossiers són Flor de Murta, Mestre Joan, el Rei no podia, la Gallineta Rossa, l'Obriu-mos, sa Dansa Nova, es Mocadors, es Mercançó i l'Oferta.
Es Mocadors s'utilitza per acompanyar les autoritats civils o eclesiàstiques, l'Oferta només té lloc dins l'església el dia del patró i es Mercançó també només s'interpreta dia 24 d'agost per les autoritats civils.
La dansa Gentil Senyora es recuperà juntament amb el llit de la Mare de Déu d'Agost l'any 2011, mentre que la de sa Mitjanit es va recuperar el 2014.

## Els vestits
Els sis cossiers es vesteixen dos de groc, dos de rosa i dos de verd; el color també influeix en el ball perquè es col·loquen de manera alterna. La camisa dels balladors és blanca cenyida amb una faixa ampla de color. Sobre les espatlles i el pit porten una capeta, anomenada "sa punta", amb representacions de sants en estampes, reliquies ("relliquis"). També porten una falda curta anomenada "túnel" i a sota pantalons de bufes blancs, calces amb cascavells en diagonal i el calçat espardenyes del mateix color. El capell és de palla d'ala ampla, però recollida en forma de teula, es troba decorat amb flors artificials (antigament de seda o de paper i actualment de plàstic) i mirallets, en penja també una flocadura de tres rams dita "macada". A la mà porten dos mocadors que antigament era de seda a amb rams d'alfàbrega.
La dama porta un pantaló normal de color blanc que el cobreix una falda més llarga que la dels cossiers i florejada. La brusa també blanca no porta la capeta i el seu capell és pla i retallat. A una mà porta mocador i alfàbrega però a l'altra cintes i cascavells (antigament cascavelles) per marcar el ritme.

## El dimoni

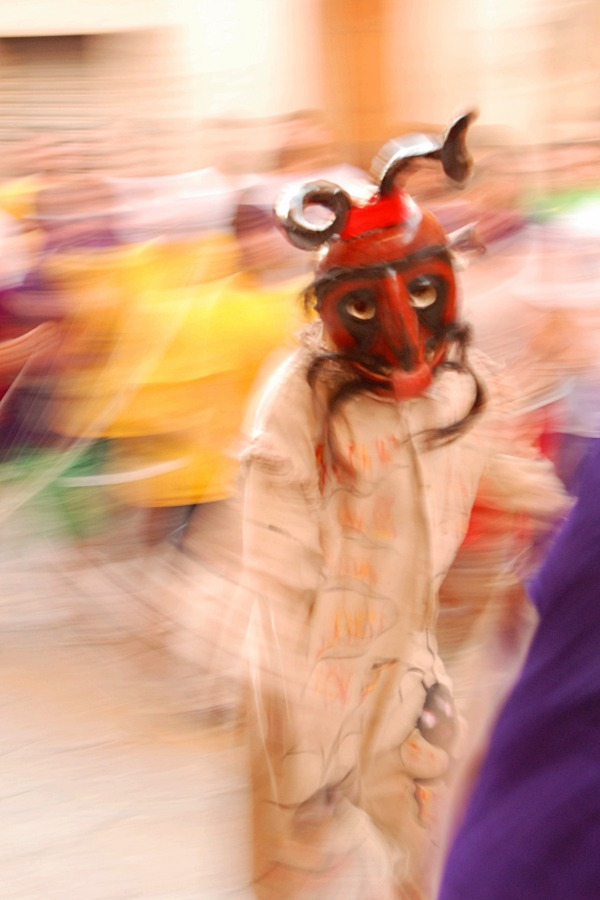
En Banya Verda. Dimoni a les festes de Sant Bartomeu.

El dimoni no forma part stricto sensu dels cossiers però és una figura que l'acompanya i no s'entendria el ball ni la festa sense ell. La seva funció principal és obrir pas a la comitivat i fer lloc pel ball mitjançant una barrota i una llendera (escorretjades). Durant la dansa també balla imitant de manera graciosa algunes passes dels cossiers per a ser trepitjat per la dama al final del ball.
El dimoni també persegueix als joves que el provoquen amb crits per colpejar-los amb la llendera durant el recorregut o quan acaben els balls. Per això és habitual que en lloc de deixar-se trepitjar, amolla la barrota per poder córrer més ràpid. Porta una màscara, antigament de fusta, amb banyes de boc voltades i també celles i bigots de crin de cavall. El vestit és de sac lligat amb corda i amb motius decoratius de l'infern. Al final de l'esquena porta un picarol que els nins més agosarats proven de fer sonar. A les dues mans du una barrota i una llendera per fer lloc i perseguir els joves.
El Banya Verda és un dimoni amb aspecte semblant al d'un sàtir que acompanya el personatge del dimoni al ball dels Cossiers de Montuïri. A les referències més antigues se l'anomena Bovo. Entre dansa i dansa és provocat pels joves del poble amb crits de banya verda, rostoll ! O "el dimoni no fa por!" amb l'esperança que els persegueixi i els colpegi amb un fuet (escorretjades). També portà un pal (barrota).

## Actuacions

### Mare de Déu d'Agost
El 15 d'agost, festa de l'Assumpció, els cossiers, el dimoni i els xeremiers surten de la Casa de la Vila a les 18:30. El primer ball té lloc sobre el cadafal i sempre es comença amb Flor de Murta. Posteriorment comença el recorregut acompanyat del so d'una colla de xeremiers i s'atura davant cada establiment (cafès, botigues, etc.) obert per a interpretar un ball. Llavors la botiga entrega un donatiu que serà un premi a les carreres de joies que se celebren dia 25 d'agost al matí (l'horabaixa d'ençà del 2015).
Després d'haver fet la volta per la vila els cossiers tornen a la Plaça Major on un altre cop sobre el cadafal interpreten diferents balls més per acabar l'actuació. Aquest dia és comú que el dimoni després del ball o durant el recorregut encalci els joves que el provoquen amb crits de banya verda rostoll i d'altres.
Fins al 2008 els cossiers i la dama sortien aquest dia vestits de paisà, però per decisió dels cossiers a partir d'aquell any surten amb el vestit corresponents. L'any 2011 es recuperà la tradició de dansar "Gentil Senyora" davant el Llit de la Mare de Déu d'Agost abans de començar la volta.

### El dissabte de Sant Bartomeu
El dia 23 d'agost la comitiva torna a sortir de la casa de la vila a les 19:00 (d'ençà del 2014 a les 18:30) i ballen sobre el cadafal. En aquesta ocasió acompanyen el rector i altres capellans de la rectoria fins a l'església parroquial on assisteixen a Completes en honor del patró. Després tornen a començar el recorregut, aquest cop s'aturen davant cases d'autoritats locals, antics cossiers o flabiolers i personalitats diverses del poble.
Aquest dia també es produeixen les conegudes persecucions del dimoni als joves que el provoquen. Sol ser la jornada amb més afluència de públic de Montuïri i vengut de fora. L'actuació acaba quan els cossiers interpreten els darrers balls sobre el cadafal, passades les nou de la nit.

### Dia de Sant Bartomeu
El dia 24 d'agost, festivitat de Sant Bartomeu, la jornada comença a les 9:00 amb l'albada al so de les xeremies damunt el campanar de l'església. A les 10:00 surten els cossiers i el dimoni de la Casa de la Vila, ballen sobre el cadafal i sense més preàmbuls comencen el recorregut pel poble.
Aquesta és la jornada més íntima i on més bé es pot contemplar aquesta dansa. Sense la multitud de la tarda anterior el dimoni no corre i el cercavila transita pels carrers del poble de manera més tranquil·la. En aquesta ocasió també són les cases que ho han demanat o d'una personalitat montuïrera les que gaudeixen del ball dels cossiers.
L'arribada a Plaça suposa un ball davant la rectoria i posteriorment amb es Mocadors encapçalen el clergat fins a la parròquia de Sant Bartomeu. Després des de l'Ajuntament porten les autoritats civils fins al temple per assistir a l'ofici en honor del patró. Durant la celebració els cossiers interpreten l'Oferta davant la imatge de Sant Bartomeu. Un cop acabada la celebració tornen a ballar es Mocadors per tornar les autoritats civils fins a la Casa de la Vila (alguns anys amb amollada de coloms).
Fins al 1993 es Mercançó només es ballava en honor de les autoritats dins la casa consistorial, però actualment s'interpreta un cop sobre el cadafal i un altre a l'interior de l'edifici.
Finalment, el darrer ball de l'any era tradició que es fes davant Can Mateu des Forn, al carrer Major. Va ser així fins al 2024 quan es decidí acabar les danses a la mateixa plaça Major.